# Tarawih

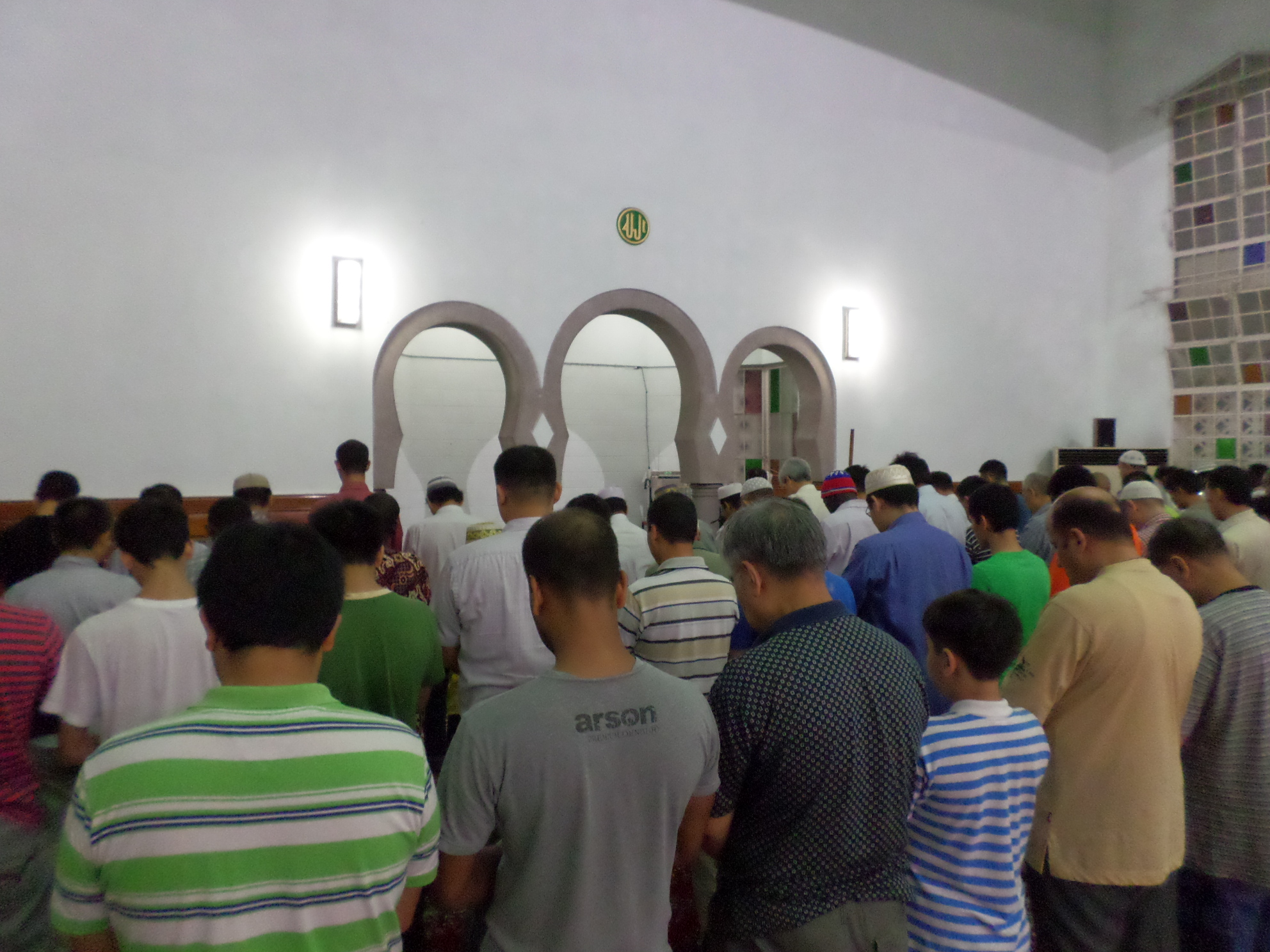
Tarawih nella Grande Moschea di Taipei

Tarāwīḥ ( o tarwīḥa), in arabo تراويح‎?, è una preghiera straordinaria, recitata dai musulmani da un'ora e mezzo dopo il tramonto a poco prima dell'alba, nel corso del mese di Ramadan, in cui è stato rivelato il Corano a Mohammed.
La parola, spesso traslitterata alla maniera anglo-sassone Taraweeh o Terawih (o, in lingua urdu, Taraveeh o Taravih), indica una preghiera supererogatoria, vale a dire non obbligatoria, anche se molti musulmani la recitano regolarmente con grande devozione durante il Ramadan.

## Descrizione
La preghiera tarāwīḥ consiste in 10 taslīm, ognuno con 2 rakʿāt. Ogni quattro rakʿāt è prevista una pausa e da ciò deriva il nome tarāwīḥ, che significa appunto "pause".

Le 20 rakʿāt sono prescritte dalle due grandi scuole (hanafita e sciafeita) dell'Islam, mentre alcuni ritengono che se ne possano effettuare 8, 12 o 20. I Malikiti sostengono invece che si debbano effettuare 36 rakʿāt (quindi 18 taslīm). A causa della variabilità dei numeri, al fedele è lasciata la più ampia scelta. Questa preghiera viene recitata solo durante il Ramadan del calendario islamico, poco dopo la preghiera islamica (ṣalāt) dell'ʿIshāʾ. I musulmani credono che sia sunna (raccomandabile), in vista di adempiere un khatm (una "recita completa" cioè del Corano nel mese di Ramadan, con la lettura di almeno un suo juzʾ – 1/30° dell'intero testo coranico – per notte).
Lo sciismo indica invece come preferibile effettuare un migliaio di rakʿāt nel mese di Ramaḍān.

## Opinione dei sunniti
La maggioranza dei sunniti considera le preghiere tarāwīḥ come Sunna muʾakkada (Sunna "insistita"), una ṣalāt recitata regolarmente dal profeta Mohammed ma non canonica. I sunniti credono che la tarāwīḥ sia una Sunna salāt (preghiera facoltativa che può essere recitata in quasi ogni ora del giorno) che può essere detta a casa se non si è in grado di partecipare alla preghiera in Moschea. Secondo questa tradizione, Mohammed all'inizio pregò la tarāwīḥ in moschea con altri fedeli durante i mesi di Ramadan. Pregò in moschea con altri fedeli per tre notti consecutive, ma interruppe perché non divenisse obbligatoria per i musulmani, anziché di sunna (raccomandabile ma non vincolante). Nel periodo in cui ʿOmar ibn al-Khaṭṭāb fu califfo, usò fare la preghiera del Tarawih in congregazione regolarmente, non più attiva dal Profeta Mohammed.